# Steve Earle
Stephen „Steve” Earle (ur. 1 stycznia 1952 roku w Memphis) – amerykański kierowca wyścigowy.

## Kariera
Earle rozpoczął karierę w międzynarodowych wyścigach samochodowych w 1981 roku od startów w World Championship for Drivers and Makes. Z dorobkiem jedenastu punktów uplasował się tam na 235 pozycji w klasyfikacji generalnej. W późniejszych latach Amerykanin pojawiał się także w stawce FIA World Endurance Championship, 24-godzinnego wyścigu Le Mans, Ferrari Challenge North America, American Le Mans Series, European Le Mans Series, Grand American Rolex Series, FIA GT Championship, Italian GT Championship, FIA GT3 European Championship, International GT Open, 6 Hours of Rome, Spanish GT Championship, Winter Series by GT Sport oraz Blancpain Endurance Series.